# 양산면
양산면(陽山面)은 대한민국 충청북도 영동군 서부에 있는 면이다. 남쪽은 학산면, 동쪽은 양강면, 북쪽은 심천면과 옥천군 이원면, 서쪽은 충청남도 금산군 제원면과 접한다.
kʲ kʲʰ ɡʲ ɡʲʱ

## 역사
- 조선시대 충청도 옥천군 양내면(陽內面)
- 1895년 음력 윤5월 1일 공주부 옥천군[1]
- 1896년 8월 4일 충청북도 옥천군[2]
- 1906년 충청북도 영동군
- 1914년 4월 1일 영동군 양산면으로 개편하였다.[3] (9리)

## 행정 구역
- 가곡리
- 원당리
- 봉곡리
- 죽산리
- 송호리
- 수두리
- 호탄리
- 누교리
- 가선리

## 학교
- 양산초등학교 (가곡리)
- 정수중학교 (송호리)